# Катынь-Покровская
Катынь-Покровская — деревня в Смоленском районе Смоленской области России. Входит в состав Михновского сельского поселения. Население — 13 жителей (2007 год). 
Расположена в западной части области в 19 км к западу от Смоленска, в 0,5 км южнее автодороги А141 Орёл — Витебск, на берегу реки Днепр. В 2 км северо-восточнее деревни расположена железнодорожная станция Катынь на линии Москва — Минск. 

## История
В годы Великой Отечественной войны деревня была оккупирована гитлеровскими войсками в июле 1941 года, освобождена в сентябре 1943 года. 